# Liste der Mitglieder des Provinziallandtags der Rheinprovinz (17. Sitzungsperiode)
Diese Liste nennt die Mitglieder des 17. Provinziallandtages der Rheinprovinz 1864.

## Hintergrund
Der Provinziallandtag der Rheinprovinz bestand aus 75 Mitglieder, die sich in vier Kurien aufteilten. Die erste Kurie bestand aus vier Standesherren, die über Virilstimmen verfügten. Die Standesherren konnten sich vertreten lassen. Die zweite Kurie bestand aus den Vertretern der Ritterschaft, diese wurden in zwei Wahlkreisen (Regierungsbezirke Koblenz/Trier/Köln und Regierungsbezirke Aachen/Düsseldorf) gewählt. Die dritte Kurie bildeten die Vertreter der Städte. Diese wurden in indirekter Wahl bestimmt. Die vierte Kurie bildeten die Landgemeinden. Diese wählten die Vertreter in doppelt indirekter Wahl: Die Urwähler wählten Wahlmänner, diese dann Bezirkswähler. Wahlkreise waren die Landkreise. Für die Abgeordneten wurden jeweils auch Stellvertreter gewählt.
Der Provinziallandtag der Rheinprovinz trat in seiner 17. Sitzungsperiode vom 2. Oktober 1864 bis zum 21. Oktober 1864 zusammen.

## Liste der Abgeordneten
| Kurie                                | Wahlkreis | Abgeordneter                                             | Anmerkung                                                                 |
| ------------------------------------ | --- | -------------------------------------------------------- | ------------------------------------------------------------------------- |
| Stand der Fürsten, Grafen und Herren | | Fürst Alfred zu Salm-Reifferscheidt-Dyck                 | Dyk bei Neuss                                                             |
| Ritterschaft                         | Koblenz/Trier/Köln | Freiherr Clemens August Waldbott von Bassenheim-Bornheim | Landtagsmarschall                                                         |
| Ritterschaft                         | Aachen/Düsseldorf | Graf Richard Beissel von Gymnich                         | Kammerherr und Landrat a. D., auf Haus Frentz                             |
| Ritterschaft                         | Aachen/Düsseldorf | Freiherr Friedrich von Bourscheidt                       | Haus Rath                                                                 |
| Ritterschaft                         | Aachen/Düsseldorf | Freiherr Julius Franz Otto von Dalwigk                   | Boisdorf                                                                  |
| Ritterschaft                         | Aachen/Düsseldorf | Freiherr Georg von Eerde                                 | Landrat, Geldern                                                          |
| Ritterschaft                         | Aachen/Düsseldorf | Freiherr Friedrich Leopold von Fürstenberg               | Borbeck, als Stellvertreter                                               |
| Ritterschaft                         | Koblenz/Trier/Köln | Freiherr Franz Adolph Josef von Fürstenberg              | Lörsfeld                                                                  |
| Ritterschaft                         | Aachen/Düsseldorf | Freiherr Emmerich Raitz von Frentz                       | Königlicher Kammerherr und Landrat aus Düsseldorf, Vize-Landtagsmarschall |
| Ritterschaft                         | Koblenz/Trier/Köln | Freiherr Theodor Geyr von Schweppenburg                  | Wiesenthal                                                                |
| Ritterschaft                         | Aachen/Düsseldorf | Graf Arthur von Goltstein                                | Schloss Breill                                                            |
| Ritterschaft                         | Aachen/Düsseldorf | Freiherr Friedrich von der Heyden-Rynsch                 | Ehrenamtmann, Haus Winkel                                                 |
| Ritterschaft                         | Koblenz/Trier/Köln | Graf Franz Egon von Hoensbroech                          | Erbmarschall und königlich preußischer Kammerherr auf Schloss Haag        |
| Ritterschaft                         | Aachen/Düsseldorf | Graf Alfred von Hompesch                                 | Rurich                                                                    |
| Ritterschaft                         | Aachen/Düsseldorf | Franz Werner von Leykam                                  | Elsum, Kreis Heilsberg                                                    |
| Ritterschaft                         | Koblenz/Trier/Köln | Freiherr Clemens von Loë                                 | Wissen                                                                    |
| Ritterschaft                         | Aachen/Düsseldorf | Freiherr Karl von Mylius                                 | Linzenich                                                                 |
| Ritterschaft                         | Koblenz/Trier/Köln | Graf Maximilian von Nesselrode-Ehreshoven                | Landrat, Ehreshoven                                                       |
| Ritterschaft                         | Aachen/Düsseldorf | Freiherr Karl von Neukirchen gen. von Nyvenheim          | Landgerichtsrat, Düsseldorf                                               |
| Ritterschaft                         | Aachen/Düsseldorf | Graf Rudolf von Schaesberg                               | Krickenbeck                                                               |
| Ritterschaft                         | Koblenz/Trier/Köln | Anton Franz Hermann von Solemacher-Antweiler             | Landgerichtsrat, Koblenz                                                  |
| Ritterschaft                         | Koblenz/Trier/Köln | Friedrich von Solemacher-Antweiler                       | Grünhaus, als Stellvertreter                                              |
| Ritterschaft                         | Aachen/Düsseldorf | Graf August von Spee                                     | Heltorf                                                                   |
| Ritterschaft                         | Koblenz/Trier/Köln | Clemens August Schroeder                                 | Landgerichtsassessor, Aachen, als Stellvertreter                          |
| Ritterschaft                         | Koblenz/Trier/Köln | Freiherr Edmund Spieß von Büllesheim                     | Kammerherr, Haus Hull, als Stellvertreter                                 |
| Ritterschaft                         | Koblenz/Trier/Köln | Hermann Joseph Simons                                    | Landrat, Vogelsang, als Stellvertreter                                    |
| Städte                               | Merzig, Prüm, Bitburg, Wittlich, Bernkastel, Saarburg, Neuerburg                                                                       | Anton Aldringen                                          | Kaufmann und Stadtverordneter, Trier                                      |
| Städte                               | Köln | Alexander Bachem                                         | Oberbürgermeister, Köln                                                   |
| Städte                               | Düsseldorf | Gerhard Baum                                             | Bankier, Kommerzienrat, Düsseldorf                                        |
| Städte                               | Monschau, Eupen, Malmédy, St. Vith | Peter Becker                                             | Bürgermeister, Eupen                                                      |
| Städte                               | Solingen, Remscheid, Dorp, Gräfrath, Wald, Höhscheid mit Merscheid, Burscheid mit Leichlingen, Opladen mit Neukirchen, Hitdorf         | Peter Daniel Berger                                      | Bürgermeister, Höhscheid                                                  |
| Städte                               | Duisburg, Mülheim an der Ruhr, Essen, Kettwig, Werden, Ruhrort, Dinslaken, Emmerich, Rees, Isselburg                                   | Theodor Boeninger                                        | Kaufmann, Duisburg                                                        |
| Städte                               | Koblenz | Nicolaus Bremig                                          | Advokat-Anwalt, Koblenz                                                   |
| Städte                               | Aachen | Johann Contzen                                           | Bürgermeister, Aachen                                                     |
| Städte                               | Barmen | Wilhelm von Eynern                                       | Kaufmann, Barmen                                                          |
| Städte                               | Neuss, Grevenbroich, Wevelinghoven, Gladbach, Viersen, Dahlen, Odenkirche, Rheydt, Uerdingen, Kempen, Süchtelen, Dülken, Kaldenkirchen | Michael Frings                                           | Kaufmann, Neuß                                                            |
| Städte                               | Düren, Gemünd, Stolberg, Burtscheid, Schleiden                                                                                         | Hubert Graff                                             | Posthalter und Stadtverordneter, Schleiden, als Stellvertreter            |
| Städte                               | Lennep, Ronsdorf, Lüttringhausen, Radevormwald, Burg, Hückeswagen, Wermelskirchen                                                      | Arnold Wilhelm Hardt                                     | Kommerzienrat, Lennep                                                     |
| Städte                               | Elberfeld | Carl von der Heydt                                       | Kommerzienrat, Elberfeld                                                  |
| Städte                               | Köln | Jakob Horst                                              | Rentner und Stadtverordneter, Köln                                        |
| Städte                               | Krefeld | Peter Hunzinger                                          | Kaufmann, Krefeld                                                         |
| Städte                               | Ratingen, Kaiserswerth, Angermund mit Gerresheim, Mettmann, Langenberg mit Hardenberg, Wülfrath, Velbert, Kronenberg, Steele, Hilden   | Johann Wilhelm Kampf                                     | Beigeordneter, Hilden                                                     |
| Städte                               | Merzig, Prüm, Bitburg, Wittlich, Bernkastel, Saarburg, Neuerburg                                                                       | Johann Peter Limbourg                                    | Gutsbesitzer, Bitburg                                                     |
| Städte                               | Jülich, Eschweiler, Heinsberg, Erkelenz, Geilenkirchen mit Hünshoven, Linnich                                                          | Dr. Ernst Joseph Lexis                                   | Arzt, Eschweiler                                                          |
| Städte                               | Kleve, Wesel, Goch, Gelder, Rheinberg, Moers, Orsoy, Xanten                                                                            | Wilhelm Münster                                          | Hauptmann a. D., Wesel                                                    |
| Städte                               | Bonn, Münstereifel, Euskirchen, Zülpich, Rheinberg                                                                                     | Johann Jacob Noeggerath                                  | Geheimer Bergrat, Bonn                                                    |
| Städte                               | Ehrenbreitstein, Vallendar, Bendorf, Neuwied, Linz, Wetzlar, Braunfels                                                                 | Jacob Nußbaum                                            | Kaufmann, Linz, als Stellvertreter                                        |
| Städte                               | Saarlouis, Saarbrücken, St. Johann, Ottweiler, St, Wendel, Baumholder                                                                  | Dr. Louis Riegel                                         | Apotheker, St. Wendel                                                     |
| Städte                               | Stromberg, Trarbach, Zell, Cochem, Mayen, Andernach, Ahrweiler, Sinzig, Remagen, Simmern                                               | Wilhelm Josef Roth                                       | Sinzig                                                                    |
| Städte                               | Deutz, Mülheim am Rhein, Gladbach, Gummersbach, Wipperfürth, Siegburg, Königswinter, Neustadt                                          | Gerhard Schaurte                                         | Bürgermeister, Deutz                                                      |
| Städte                               | Kreuznach, Kirn, Sobernheim, St. Goar, Boppard, Oberwinter, Bacharach, Stromberg                                                       | Wilhelm Wachter                                          | Kaufmann, Boppard                                                         |
| Landgemeinden                        | Regierungsbezirk Trier | Ludwig Adams                                             | Gutsbesitzer, Mertloch                                                    |
| Landgemeinden                        | Regierungsbezirk Düsseldorf | Johann Bartels                                           | Ökonom, Ginderich                                                         |
| Landgemeinden                        | Regierungsbezirk Trier | Bernard von Berg                                         | Gutsbesitzer, Binsfeld, als Stellvertreter                                |
| Landgemeinden                        | Regierungsbezirk Düsseldorf | Heinrich Clemens                                         | Gutsbesitzer, Gürath, als Stellvertreter                                  |
| Landgemeinden                        | Regierungsbezirk Köln | Franz Anton Frenger                                      | Gutsbesitzer, Frühlingen                                                  |
| Landgemeinden                        | Regierungsbezirk Düsseldorf | Jakob Fonck                                              | Gutsbesitzer, Pfalzdorf                                                   |
| Landgemeinden                        | Regierungsbezirk Koblenz | Johann Gemünd                                            | Gutsbesitzer, Niederbreisig                                               |
| Landgemeinden                        | Regierungsbezirk Koblenz | Christian Gruhn                                          | Gutsbesitzer, Gemünden                                                    |
| Landgemeinden                        | Regierungsbezirk Trier | Johann Guittienne                                        | Gutsbesitzer, Ihn, als Stellvertreter                                     |
| Landgemeinden                        | Regierungsbezirk Trier | Nicolas Guittienne                                       | Gutsbesitzer, Niedaltdorf                                                 |
| Landgemeinden                        | Eupen, Malmédy, Schleiden, Monschau | Heinrich Joseph Jansen                                   | Gutsbesitzer, Scherreshof                                                 |
| Landgemeinden                        | Regierungsbezirk Koblenz | Georg Karl Immich                                        | Gutsbesitzer, Enkirch                                                     |
| Landgemeinden                        | | Dr. Kellermann                                           | Gutsbesitzer, Saarn                                                       |
| Landgemeinden                        | Regierungsbezirk Köln | Anselm Clostermann                                       | Gutsbesitzer, Warth                                                       |
| Landgemeinden                        | Regierungsbezirk Aachen | Hermann Joseph Paulssen                                  | Bürgermeister, Laffeld                                                    |
| Landgemeinden                        | Regierungsbezirk Aachen | Josef Pilgram                                            | Bürgermeister, Kelz                                                       |
| Landgemeinden                        | Saarburg, Merzig, Saarlouis | Johann Baptist Reusch                                    | Gutsbesitzer, Bürgermeister und Posthalter, Lebach                        |
| Landgemeinden                        | Regierungsbezirk Köln | Heinrich Rolshoven                                       | Steinbreche                                                               |
| Landgemeinden                        | Regierungsbezirk Koblenz | Wilhelm Schmidt                                          | Gutsbesitzer, Bretzenheim                                                 |
| Landgemeinden                        | Regierungsbezirk Köln | Johann Leopold Schult                                    | Bürgermeister, Glessen                                                    |
| Landgemeinden                        | Landkreise Aachen, Geilenkirchen | Konstantin Schunck                                       | Gutsbesitzer zu Gereonsweiler                                             |
| Landgemeinden                        | Regierungsbezirk Düsseldorf | Gerhard Seulen                                           | Major a. D. und Bürgermeister, Vorst, als Stellvertreter                  |
| Landgemeinden                        | Regierungsbezirk Koblenz | Dr. Ferdinand Wurzer                                     | Bürgermeister von Niederhammerstein                                       |
| Landgemeinden                        | Regierungsbezirk Düsseldorf | Jakob Zores                                              | Gutsbesitzer, Zand                                                        |